# Мейниман Первое
Мейниман Первое (азерб. Birinci Meyniman, также переводят как Биринджи Мейниман) — село в Мейниманском административно-территориальном округе Аджикабульского района Азербайджана.

## Этимология
Село происходит от диалектного варианта персидского слова мехман (гость, прибытие) и числительного первое.

## История
Село основано как ватага переселенцами из Иранского Азербайджана, прибывших на берег Куры для ведения рыбных промыслов.
Село Мейниман в 1886 году согласно административно-территориальному делению Бакинской губернии относилось к Абдульянскому сельскому обществу Джеватского уезда.
К 1911 году село уже относилось к Шемахинскому уезду.
В 1926 году согласно административно-территориальному делению Азербайджанской ССР село относилось к дайре Сабир-Абад Сальянского уезда.
После реформы административного деления и упразднения уездов в 1929 году был образован Калиновский сельсовет в Карасуинском районе Азербайджанской ССР. Позже район упразднен, село вошло в состав Али-Байрамлинского района, но в 1939 году село передано в состав Кази-Магомедского района.
4 декабря 1959 года Кази-Магомедский район ликвидирован, а село передано в состав Али-Байрамлинского района.
Согласно административному делению 1961 года село Мейниман Первое входило в Калиновский сельсовет Али-Байрамлинского района Азербайджанской ССР.
24 апреля 1990 года село передано в состав новообразованного Аджикабульского района.
В 1999 году в Азербайджане была проведена административная реформа и внутри Мейниманского административно-территориального округа был учрежден Мейниманский муниципалитет Аджикабульского района, куда вошло село.

## География
Мейниман Первое расположено на берегу Куры.
Село находится в 2 км от центра муниципалитета Мейниман, в 22 км от райцентра Аджикабул и в 135 км от Баку. Ближайшая железнодорожная станция — Мугань.
Село находится на высоте 19 метров ниже уровня моря.

## Население
| Численность населения | Численность населения | Численность населения | Численность населения | Численность населения | Численность населения |
| 1860                  | 1886                  | 1911                  | 1987                  | 1999                  | 2009                  |
| --------------------- | --------------------- | --------------------- | --------------------- | --------------------- | --------------------- |
| 229                   | ↗410                  | ↗458                  | ↘300                  | ↗459                  | ↗1372                 |

В 1886 году в селе проживало 410 человек, все — азербайджанцы, по вероисповеданию — мусульмане-шииты.
Население преимущественно занимается выращиванием зерна, хлопка и бахчевых культур, а также разведением животных и птиц.

## Климат
В селе полупустынный климат.

## Инфраструктура
В советское время близ села располагалась молочно-товарная ферма.